# سكوت كوربيت
سكوت كوربيت (بالإنجليزية: Scott Corbett)‏‏ (27 يوليو 1913 في كانزاس سيتي، ميزوري - 6 مارس 2006 في بروفيدنس، رود آيلاند) كاتب، وروائي، وكاتب للأطفال من الولايات المتحدة.

## الجوائز
- جائزة إدغار